# Frank Aendenboom
Frank Aendenboom (Antwerpen, 24 oktober 1941 – Berchem, 31 maart 2018) was een Vlaams acteur.

## Achtergrond
Aendenboom was de enige zoon van Gustave Aendenboom en Angèle Allaert (beter bekend als Gella Allaert) en werd geboren in Antwerpen op 24 oktober 1941. Zijn vader overleed toen hij nog zeer jong was. Daarna groeide hij op bij zijn grootmoeder in Oostende. Hij woonde vervolgens 47 jaar lang in Berchem op de Fruithoflaan.  Aendenboom werd vooral bekend door zijn acteerprestaties op televisie, maar lang voor hij doorbrak op het televisiescherm en het witte doek was Aendenboom al theateracteur. De aanleg voor acteren had hij geërfd van zijn moeder Gella Allaert (1910-2002), in de jaren '40 en '50 een van de steractrices van de Koninklijke Nederlandse Schouwburg (KNS). Ze eigende zich er vele titelrollen toe en werd door publiek en kritiek op handen gedragen. In haar woning in de Beeldhouwersstraat op het Antwerpse Zuid runde ze vanaf 1956 ook een tijdje een privé-toneelschool. Al snel trad Frank Aendenboom in de voetsporen van zijn moeder.

## Carrière
Aendenboom begon in 1960 aan een toneelopleiding aan de toen nog zeer jonge Studio Herman Teirlinck, die op dat moment nog niet officieel erkend was. De school was nauw verbonden met de KNS. Het was dan ook geen verrassing dat Aendenboom in 1964 bij de KNS te Antwerpen aan de slag ging als acteur samen met zijn medestudente Denise Zimmerman. Hij imponeerde er in veel grote stukken van Molière, Shakespeare, Tsjechov en andere klassieke toneelauteurs. Een jaar later was de jonge acteur in heel Vlaanderen bekend. Dat was niet alleen te danken aan zijn prestaties op het toneel, maar vooral aan de jeugdreeks Johan en de Alverman, dat de toenmalige BRT (VRT) uitbracht als opvolger van de immens populaire televisiereeks Kapitein Zeppos. Voor de belangrijkste rollen rekruteerde de televisie doorgaans uit het KNS-gezelschap. De 23-jarige Aendenboom zorgde voor de opmerkelijke vertolking van Johan, maar ook komiek Jef Cassiers als Alverman en Dolf De Winter in de rol van Otorongo waren buitengewoon geliefd. De serie verscheen zelfs op de Italiaanse, Duitse en Zweedse televisie. De populariteit was destijds ongezien en ze werden als grote sterren met een open auto van het station naar de Groenplaats gereden, waar de mensenmassa rijen dik stond. Tijdens de opnames van Johan en de Alverman leerde Aendenboom actrice Rosemarie Bergmans kennen, met wie hij later zou huwen en twee dochters zou krijgen.
Zijn doorbraak als toneelacteur beleefde hij in 1974 met zijn vertolking van De arme moordenaar van de Tsjechische auteur Pavel Kohout onder regie van Walter Tillemans. Hierdoor mocht hij de Dr. Oscar De Gruyterprijs in ontvangst nemen. Het deed hem des te meer plezier aangezien zijn moeder Gella Allaert tien jaar eerder de De Gruyter prijs had ontvangen voor haar rol in Wie is bang van Virginia Woolf. Later zouden hij en Tillemans nog meer producties van de Tsjechische andersdenkende op de planken zetten.

## Ontevredenheid in de Vlaamse theaterwereld
Desondanks ontstond er in de eerste helft van de jaren '70 een groot ongenoegen in de Vlaamse theaterwereld. Deze ontevredenheid vertrok vanuit het aanzien dat het theaterbeleid van de overheid en het institutionele gezelschap te weinig steun verleende aan het theater in Vlaanderen. Er heerste een grote onvrede met het voor-elk-wat-wils beleid van de KNS. Na een wekenlange staking in het najaar van 1974 in het Vlaamse beroepstheater werd in 1975 het theaterdecreet afgedwongen, maar in 1977 verliet Aendenboom samen met enkele collega's de KNS. Het nieuwe decreet zorgde voor een financiële verbetering, maar niet voor ingrijpende artistieke vernieuwingen, waar velen op hadden gehoopt. Ook de miskenning van het artistiek-technisch personeel en van de freelance acteurs was een misgreep.
Frank Aendenboom en andere dissidenten richten daarop het Antwerpse Raamtheater op. De wortels van het Raamtheater leiden dus terug naar het jaar 1977. Roger Van Kerpel, die in 1972 was afgestudeerd aan de Studio Herman Teirlinck, had reeds een seizoen als acteur achter de rug bij het (Koninklijk) Jeugdtheater (KJT) te Antwerpen, maar was sinds 1973 freelance acteur geworden en focuste zich daarom op de voorbereiding van de monoloog Dagboek van een Gek van Nikolaj Gogol. Om dit in goede banen te leiden riep hij de hulp in van Frank Aendenboom als regisseur. De grote 'traditionele' gezelschappen, waaronder de Koninklijke Nederlandse Schouwburg te Antwerpen, gingen verder hun oude weg. Het succes van het nieuwe gezelschap van het Raamtheater was wisselend en in de periode van 1991 tot 1994 sloten de KNS en het Raamtheater weer vrede en werd er een samenwerkingsverbond ondertekend, maar in 2010 ging het Raamtheater uiteindelijk ten onder. Aendenboom was hierbij actief zowel als acteur als regisseur.

## Bekendste rollen
Aendenboom werd vaak als een van de laatste grote klassieke acteurs genoemd, maar de ironie wil dat hij beroemd werd met zijn televisiewerk. Na zijn tijd op de planken begon hij zich meer en meer te focussen op televisie voor meer commerciële zenders. Dat begon al heel lang geleden in het midden van de jaren '60 toen hij op zijn 23ste de hoofdrol speelde in de jeugdserie Johan en de Alverman. In de serie speelde hij Johan, een dokter die een vreemd mannetje uit het rijk Avalon ontmoet, de Alverman (rol van Jef Cassiers).
In het begin van de jaren '80 was hij steeds meer op televisie en in de bioscoop, in meer dan 40 films, te zien. Hij speelde onder meer de hoofdrol  van het tragische personage Georges in de Vlaamse film Vrijdag (1980) van Hugo Claus. Hij vertolkte ook de rol van Robrecht van Bethune in De Leeuw van Vlaanderen (1985), ook onder regie van Hugo Claus. Andere filmrollen waren Achiel Mattheusen in Hector (1987) en Kamiel Frateur in Frits & Freddy (2010). Op televisie speelde hij onder meer de hoofdrol in de succesreeks Lili en Marleen (1994-2010), waarin hij gestalte gaf aan het personage Rik, de voddenverkoper en eigenaar van het huis met het café aan de Koolkaai in Antwerpen. Hij bleef deze rol 130 afleveringen lang vertolken. Andere bekende reeksen waarin hij mee speelde waren Matroesjka's (2005), de serie rond vrouwenhandel, en Crimi Clowns (2012-2018). Aendenboom was tevens de verteller in de musical Sneeuwwitje uit 1998 en in de musical Robin Hood uit 2001. Ook was hij de voice-off (verteller) in de musical Alice in Wonderland in 2011. Alle drie de producties waren van Studio 100.

## Afscheid
Toen hij op 3 september 2014 zijn afscheid aankondigde van zijn lange en rijkgevulde carrière in het theater, op de televisie en in films, deed hij dit met een zekere beroepsmatige afstandelijkheid. Hij stelde dat acteren voor hem een vak als een ander was. Hij zag het zelfs grotendeels louter als een manier om de kost te winnen en zei toen definitief vaarwel aan het grote werk en aan zijn succesvolle carrière van bijna 55 jaar. Enkel voor Crimi Clowns 2.0: Uitschot maakte hij een uitzondering en wilde hij nog in de huid van "Jos den Dief" kruipen, zelfs op een moment dat hij erg ziek was. Gezondheidsproblemen speelden dus ook een rol in zijn beslissing. Hij had problemen door suikerziekte, waar hij al 20 jaar aan leed, en door het decennialange roken.
Tijdens zijn laatste jaren leidde Aendenboom een ietwat teruggetrokken leven. Hij woonde in Berchem en had het daar best naar zijn zin door zich ver van grote openbare plaatsen te houden.
Ondanks Aendenbooms gezondheidsproblemen kwam zijn overlijden onverwacht. Hoewel zijn gezondheid al even niet goed meer was en hij zijn eetpatroon enorm moest aanpassen, ging het toch alweer een tijdje beter. Wel vertelde hij meermaals in interviews dat hij niet wilde stoppen met roken. Frank Aendenboom overleed in de nacht van 30 op 31 maart 2018 in zijn slaap.

## Filmografie
| Film                                                          | Jaar | Rol                              |
| ------------------------------------------------------------- | ---- | -------------------------------- |
| De Wrok van Achilleus                                         | 1962 | onbekend                         |
| De Mooiste Ogen van de Wereld                                 | 1965 | onbekend                         |
| Sweet Mystery of Life                                         | 1965 | onbekend                         |
| Anna Kleiber                                                  | 1966 | tweede journalist/tweede soldaat |
| Als het kindje binnenkomt                                     | 1966 | Georges                          |
| Starkadd                                                      | 1966 | onbekend                         |
| De Geboorte en Dood van Dirk Vandersteen jr.                  | 1968 | onbekend                         |
| Hebben                                                        | 1968 | Korporaal Dani Ballo             |
| Warenar                                                       | 1968 | Ritsert                          |
| Het Huis met de Kamers                                        | 1968 | André                            |
| Klucht van de brave Moordenaar                                | 1969 | Max                              |
| Een Zachtmoedige Vrouw                                        | 1971 | Jepimotvitsj                     |
| Driekoningenavond                                             | 1972 | Orsino                           |
| Harlekijn, kies je Meester                                    | 1973 | onbekend                         |
| Ter ere van...                                                | 1974 | Colin Shaw                       |
| De Vrek                                                       | 1974 | Cléante                          |
| Hobson's Dochters                                             | 1974 | Albert Prosser                   |
| De Torenkraan                                                 | 1976 | onbekend                         |
| De Nachttrein naar Savannah Georgia                           | 1976 | Professor                        |
| Voorjaarsontwaken                                             | 1976 | Gemaskerde man                   |
| In Perfecte Staat                                             | 1977 | Dealer                           |
| Gejaagd door de winst (of het ABC van de moderne samenleving) | 1978 | Militair                         |
| Mijn Vriend                                                   | 1979 | André                            |
| Thérèse Raquin                                                | 1979 | Laurent                          |
| Hellegat                                                      | 1980 | Lagasse                          |
| De Man die niet van Gedichten hield                           | 1981 | Peter Hofman                     |
| Vrijdag                                                       | 1980 | Georges                          |
| Een Familie                                                   | 1981 | Tom Price                        |
| La Musica                                                     | 1982 | onbekend                         |
| De Waanzin van Huigen van der Goes                            | 1982 | Huigen                           |
| Toute une nuit                                                | 1982 | onbekend                         |
| Na de liefde                                                  | 1983 | Pierre                           |
| De Leeuw van Vlaanderen                                       | 1985 | Robrecht van Bethune             |
| Paniekzaaiers                                                 | 1986 | Politieofficier                  |
| Het gezin van Paemel                                          | 1986 | Rentmeester                      |
| Skin                                                          | 1987 | Willy                            |
| Hector                                                        | 1987 | Achiel Mattheusen                |
| Blueberry Hill: A Love Story from the Fifties                 | 1989 | Mr. Verbiest                     |
| Het sacrament                                                 | 1990 | Dee Dee                          |
| She Good Fighter                                              | 1995 | Louis Bracke                     |
| Brylcream Boulevard                                           | 1995 | Joris Verbiest                   |
| Frits & Freddy                                                | 2010 | Kamiel Frateur                   |
| Crimi Clowns: De Movie                                        | 2013 | Jos den Dief                     |
| Crimi Clowns 2.0: Uitschot                                    | 2016 | Jos den Dief                     |
| Pippa                                                         | 2016 | Jean Rombouts                    |

## Televisieseries
| Serie                          | Jaar                                  | Rol vertolkt             | Gastvertolking  |
| ------------------------------ | ------------------------------------- | ------------------------ | --------------- |
| Het geheim van Killary Harbour | 1960                                  | Onbekend                 |                 |
| Tijl Uilenspiegel              | 1961                                  | Poort wachter            |                 |
| Zanzibar                       | 1962                                  | Bob Van Os               |                 |
| Johan en de Alverman           | 1965                                  | Johan Claeszoon          |                 |
| Dirk van Haveskerke            | 1978                                  | Robrecht van Bethune     |                 |
| Het wassende water             | 1986                                  | Boud, de zeeman          |                 |
| De dwaling                     | 1987                                  | Frans Driessen           |                 |
| Ramona                         | 1991                                  | Sigismond                |                 |
| De bossen van Vlaanderen       | 1991                                  | Ridder de Bellicourt     |                 |
| De Put                         | 1994                                  | Pa Cauberghs             |                 |
| Heterdaad                      | 1998                                  | Martin Coopman           | aflevering 1.25 |
| Wittekerke                     | 1996, 2002                            | Albert 'Moele' Moelandts |                 |
| Simsala Grimm                  | 2000-2002                             | Verschillende personages | stem            |
| Hallo België!                  | 2003-2005                             | Roger Van Mechelen       |                 |
| Matroesjka's                   | 2005                                  | John Dockx               |                 |
| Lili en Marleen                | 1994-1999, 2003, 2006-2007, 2009-2010 | Rik Van de Koolkaai      |                 |
| Crimi Clowns                   | 2012-2017                             | Jos den Dief             |                 |

- Gemeinsame Normdatei: 1057808717
- International Standard Name Identifier: 0000 0003 5907 7750
- MusicBrainz: f6fcf74a-4077-4a90-8031-7d566be6bc26
- Système universitaire de documentation: 103628606
- Virtual International Authority File: 214272914
- WorldCat: E39PBJqFM4hckFM7RCXV7pR7pP